# Сирипонг Темаром
Сирипонг Тимаром (тајландски: ศิริพงษ์ เติมอารมณ์; рођен 7. септембра 1988.) је тајландски парабадминтониста. Године 2021, представљао је Тајланд у мушком синглу SL4 и мјешовитом дублу SL3–SU5 на Љетњим параолимпијским играма 2020.
Он и његова партнерка, Нипада Сенсупа, стигли су до полуфинала у мјешовитом дублу SL3–SU5 на Љетњим параолимпијским играма 2024. године, али су изгубили у мечу за бронзану медаљу од домаћина, Лукаса Мазура и Фостин Ноел.

## Спортска постигнућа

### Свјетска првенства
Мушки парови SL3–SL4
| Година | Мјесто одржавања такмичења                            | Партнер        | Противник                 | Бодови       | Резултат |
| ------ | ----------------------------------------------------- | -------------- | ------------------------- | ------------ | -------- |
| 2017.  | Спортска дворана Донгчун, Улсан, Јужна Кореја         | Метју Томас    | Укун Рукенди Хари Сусанто | 9–21, 17–21  | Бронза   |
| 2024.  | Изложбена и конгресна дворана Патаје, Патаја, Тајланд | Монгкхон Бусун | Двијоко Фреди Сетиаван    | 17–21, 14–21 | Сребро   |

Мјешовити парови SL3–SU5
| Година | Мјесто одржавања такмичења                            | Партнер        | Противник                       | Бодови       | Резултат |
| ------ | ----------------------------------------------------- | -------------- | ------------------------------- | ------------ | -------- |
| 2019.  | Санкт Јакобсхале, Басел, Швајцарска                   | Нипада Сенсупа | Хари Сусанто Леани Ратри Октила | 9–21, 14–21  | Бронза   |
| 2022.  | Изложбена и конгресна дворана Патаје, Патаја, Тајланд | Нипада Сенсупа | Фреди Сетиаван Халиматус Садија | 15–21, 12–21 | Сребро   |

## Азијске параигре
Мјешовити парови SL3–SU5
| Година | Мјесто одржавања такмичења                       | Партнер        | Противници                      | Бодови      | Резултат |
| ------ | ------------------------------------------------ | -------------- | ------------------------------- | ----------- | -------- |
| 2018.  | Спортски стадион Бунг Карно, Џакарта, Индонезија | Нипада Сенсупа | Хари Сусанто Леани Ратри Октила | 7–21, 10–21 | Сребро   |

## АСЕАН параигре
Мушки парови SL3–SL4
| Година | Мјесто одржавања такмичења                                           | Партнер         | Противници                | Бодови       | Резултат |
| ------ | -------------------------------------------------------------------- | --------------- | ------------------------- | ------------ | -------- |
| 2017.  | Аксиата Арена, Куала Лумпур, Малезија                                | Субпонг Меепиан | Двијоко Фреди Сетиаван    | 12–21, 9–21  | бронза   |
| 2022   | Едуториј, Мухамадијин универзитет у Суракарти, Суракарта, Индонезија | Монгхон Бунсун  | Двијоко Фреди Сетиаван    | 15–21, 19–21 | Bronze   |
| 2023.  | Бадминтон сала Мородок Техо, ном Пен, Камбоџа                        | Сингха Сангнил  | Укун Рукенди Хари Сусанто | 15–21, 19–21 | Бронза   |

Мјешовити парови SL3–SU5
| Година | Мјесто одржавања такмичења                                           | Партнер        | Противници                       | Бодови          | Резултат |
| ------ | -------------------------------------------------------------------- | -------------- | -------------------------------- | --------------- | -------- |
| 2017.  | Аксиата Арена, Куала Лумпур, Малезија                                | Нипада Сенсупа | Хари Сусанто Леани Ратри Октила  | 11–21, 12–21    | Бронза   |
| 2022.  | Едуториј, Мухамадијин универзитет у Суракарти, Суракарта, Индонезија | Нипада Сенсупа | Прича Сомсири Дарунее Хенпраиван | Лак пролаѕ даље | Сребро   |
| 2022.  | Едуториј, Мухамадијин универзитет у Суракарти, Суракарта, Индонезија | Нипада Сенсупа | Фреди Сетиаван Халиматус Садија  | 11–21, 24–26    | Сребро   |
| 2022.  | Едуториј, Мухамадијин универзитет у Суракарти, Суракарта, Индонезија | Нипада Сенсупа | Хоирур Розиквин Варининг Рахају  | 21–16, 21–13    | Сребро   |
| 2023.  | Бадминтон сала Мородок Техо, ном Пен, Камбоџа                        | Нипада Сенсупа | Фреди Сетиаван Халиматус Садија  | 14–21, 16–21    | Бронза   |

### Свјетски круг за парабадминтон (2 другопласирани)
Турнири Свјетског круга за парабадминтон – Оцјена 2, Ниво 1, 2 и 3 санкционисани су од стране Свјетске бадминтонске федерације од 2022. године.
Мушки парови SL3–SL4
| Година | Турнир                             | Ниво   | Партнер        | Противници              | Бодови      | Резултат       |
| ------ | ---------------------------------- | ------ | -------------- | ----------------------- | ----------- | -------------- |
| 2022.  | Бахреин Парабадминтон Интернашонал | Ниво 2 | Монгхон Бунсун | Кумар Нитеш Тарун Дилон | 13–21, 7–21 | Другопласирани |

Мјешовити парови SL3–SU5
| Година | Турнир                             | Ниво   | Партнер        | Противници                  | Бодови       | Резултат       |
| ------ | ---------------------------------- | ------ | -------------- | --------------------------- | ------------ | -------------- |
| 2022.  | Бахреин Парабадминтон Интернашонал | Ниво 2 | Нипада Сенсупа | Прамод Багат Маниша Рамадас | 14–21, 11–21 | Другопласирани |

### Међународни турнири (2011–2021) (10 титуал, 5 другопласирани)
Мушкарци појединачно SL4
| Година | Турнир                           | Противник   | Бодови       | Резултат       |
| ------ | -------------------------------- | ----------- | ------------ | -------------- |
| 2017.  | Ајриш Парабадминтон Интернашонал | Лукас Мазур | 19–21, 17–21 | Другопласирани |
| 2019.  | Јапан Парабадминтон Интернашонал | Лукас Мазур | 9–21, 8–21   | Другопласирани |

Мушки парови SL3–SL4
| Година | Турнир                             | Партнер          | Противник                                  | Бодови              | Резултат  |
| ------ | ---------------------------------- | ---------------- | ------------------------------------------ | ------------------- | --------- |
| 2018.  | Спаниш Парабадминтон Интернашонал  | Метју Томас      | Jaн-Никлас Пот Паскал Волтер               | 17–21, 21–14, 22–20 | Побједник |
| 2018.  | Туркиш Парабадминтон Интернашонал  | Даисуке Фуђихара | Гијом Гејли Метју Томас                    | 21–11, 16–21, 22–20 | Побједник |
| 2018.  | Jaпан Парабадминтон Интернашонал   | Даисуке Фуђихара | Jaн-Никлас Пот Паскал Волтер               | 21–14, 18–21, 21–10 | Побједник |
| 2019.  | Тајланд Парабадминтон Интернашонал | Монгхон Бунсун   | Прамод Багат Маној Саркар                  | 21–16, 8–21, 21–14  | Побједник |
| 2019.  | Денмарк Парабадминтон Интернашонал | Монгхон Бунсун   | Умеш Викрам Кумар Сухас Лалинакере Јатирај | 14–21, 21–8, 21–12  | Побједник |

Мјешовити парови SL3–SL4
| Година | Турнир                              | Партнер           | Противник                       | Бодови              | Резултат       |
| ------ | ----------------------------------- | ----------------- | ------------------------------- | ------------------- | -------------- |
| 2017.  | Ајриш Парабадминтон Интернашонал    | Нипада Сенсупа    | Марсел Адам Катрин Зајберт      | 21–19, 21–12        | Побједник      |
| 2018.  | Спаниш Парабадминтон Интернашонал   | Нипада Сенсупа    | Maрсел Aдам Катрин Зајберт      | 21–16, 21–11        | Побједник      |
| 2018.  | TТуркиш Парабадминтон Интернашонал  | Нипада Сенсупа    | Toшиаки Суенага Акико Сугино    | 21–12, 21–18        | Побједник      |
| 2018.  | Јапан Парабадминтон Интернашонал    | Чанида Сринавакул | Toшиаки Суенага Акико Сугино    | 15–21, 18–21        | Другопласирани |
| 2019.  | TТајланд Парабадминтон Интернашонал | Нипада Сенсупа    | Лукас Мазур Фостин Ноел         | 21–18, 21–19        | Побједник      |
| 2019.  | Чајна Парабадминтон Интернашонал    | Нипада Сенсупа    | Фреди Сетиаван Халиматус Садија | 21–18, 16–21, 9–21  | Другопласирани |
| 2019.  | Демнарк Парабадминтон Интернашонал  | Нипада Сенсупа    | Лукас Мазур Фостин Ноел         | 21–18, 12–21, 18–21 | Другопласирани |
| 2020.  | Перу Парабадминтон Интернашонал     | Нипада Сенсупа    | Лукас Мазур Фостин Ноел         | 21–17, 23–25, 21–15 | Побједник      |